# Lala Paira-Mall

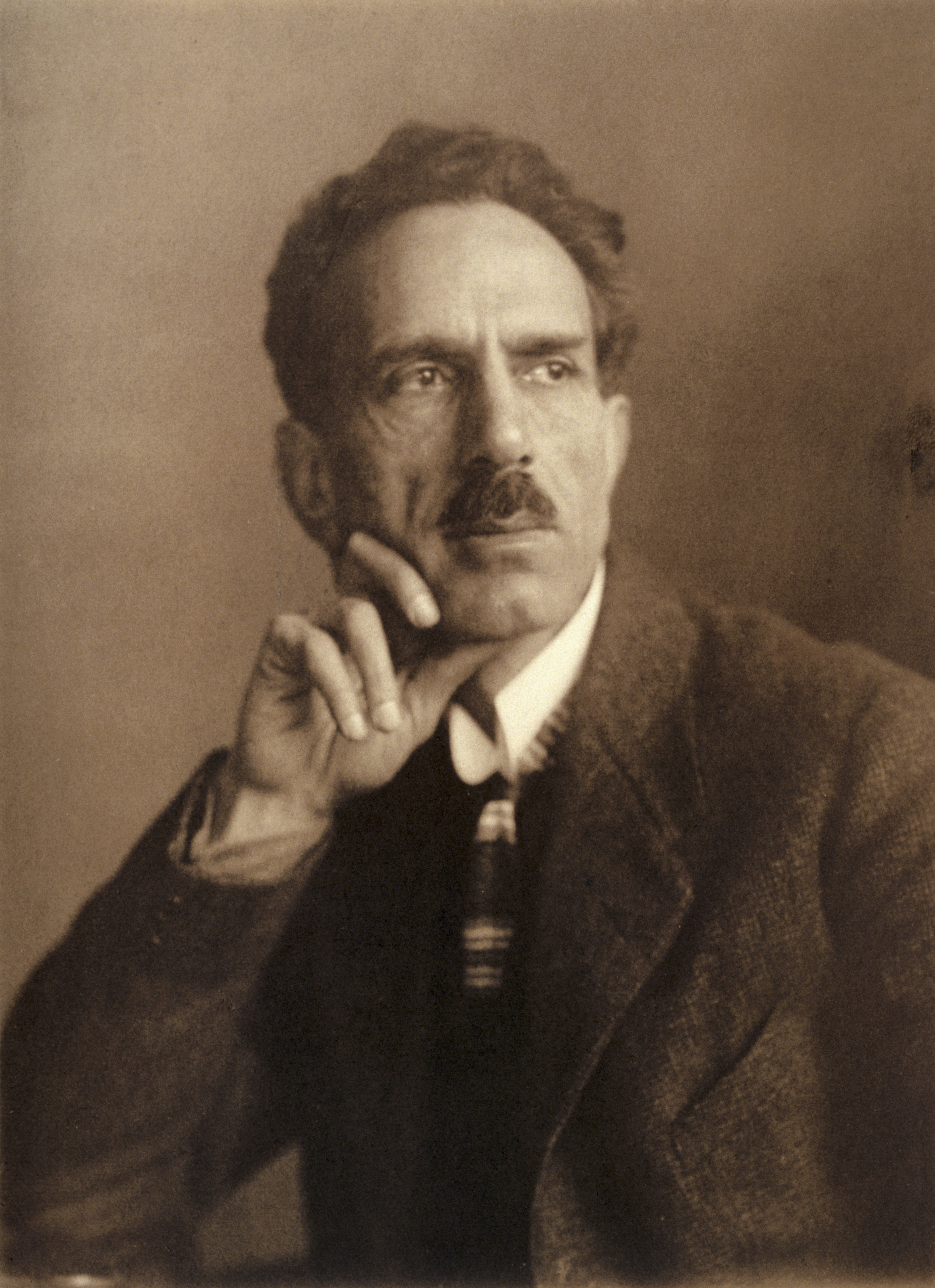
Laila Paira-Mall

Lala Paira-Mall (* 16. Februar 1873 in Amritsar, Britisch-Indien; † 1957) war ein indischer Arzt und Linguist. Er tat sich besonders als Sammler das Medizinmuseum Wellcome Library von Henry Wellcome in London hervor.

## Leben
Paira-Mall stammte aus einer Juweliers-Familie. Sein Vater Lala Buddha Mall war Juwelier in Amritsar.
Paira-Mall begann seine höhere Bildung 1897 in London und setzte sein Studium an der Universität Tübingen fort, wo er sich auf Medizin und Philosophie konzentrierte. 1900 wurde Paira-Mall an der medizinischen Fakultät der Universität München zum Dr. med. promoviert. Seine Dissertation trug den Titel Ueber die Verdauung bei Vögeln, ein Beitrag zur vergleichenden Physiologie der Verdauung.
Anschließend diente er als Chirurg im Russisch-Japanischen Krieg.
Im Jahr 1911 rekrutierte Henry Wellcome ihn als Agenten, um Objekte aus dem indischen Subkontinent für seine historische Sammlung in London zu sammeln. Obwohl die Aufgabe nur ein Jahr dauern sollte, war Paira-Mall über 11 Jahre im Dienste für Wellcome. Seine nach London gesandten Sammlungen enthielten unter anderem Sanskrit-Medizinmanuskripte, persische illustrierte Abhandlungen, tibetische anatomische Karten und erotische Handbücher.

## Rezeption
Vom 16. November 2017 bis zum 8. April 2018 präsentierte die Wellcome Collection von Paira-Mall gesammelte Gegenstände in der Ausstellung "Ayurvedic Man: Encounters with Indian Medicine." Sie beinhaltete auch Paira-Malls Reisekorrespondenz mit Wellcome und seinen Mitarbeitern.